# John Murray (brytyjski polityk)
John Murray (ur. 28 lutego 1879, zm. 28 grudnia 1964) – brytyjski polityk Partii Liberalnej, deputowany Izby Gmin.

## Działalność polityczna
W okresie od 14 grudnia 1918 do 6 grudnia 1923 reprezentował okręg wyborczy Leeds West w brytyjskiej Izbie Gmin.